# Disa spathulata
Disa spathulata är en orkidéart som först beskrevs av Carl von Linné d.y., och fick sitt nu gällande namn av Olof Swartz. Disa spathulata ingår i släktet Disa och familjen orkidéer.

## Underarter
Arten delas in i följande underarter:
- D. s. spathulata
- D. s. tripartita